# Ablana vára
Ablana vára (horvátul: Grad Ablana) várrom Horvátországban, a Zengghez tartozó Jablanac falu belterületén.

## Fekvése
A vár csekély maradványai a Jablanaci-öböl jobb oldalán, a Hotel Ablana délnyugati oldalán találhatók.

## Története
A várat Gutkeled István, egész Szlavónia bánja építtette 1251-ben, mivel ez bizonyult megfelelő helynek ahhoz, hogy a környező lakosság védelmére várat emeltessen. A várhoz tartozó település lakossága ugyanazokat a kiváltságokat kapta, mint trogiriak és a sibenikiek. A vár később a Frangepánok uralma alatt volt, akik sokszor kerültek összetűzésbe a Pál bribiri gróf oltalmazta rabiakkal. A várba 1537-ben Ferdinánd király őrséget helyezett, mivel a Frangepánok egyedül nem tudták megvédeni. A király ezzel a birtokbavétellel azt is igyekezett megtorolni, hogy Frangepán Bernát és fia, Frangepán Kristóf átálltak Szapolyai János király oldalára. Terzsáci Frangepán Miklós 1639-ben bepanaszolta Herberstein generálist, hogy a töröktől elfoglalt Sztárigrád és Jablanac várait leromboltatta. A romok azóta pusztultak.
A várat két régi rajz is ábrázolja. Az egyiket Martin Stier bécsi hadmérnök rajzolta, míg a másik a bécsi hadilevéltárban található. Ezek szerint a vár szabálytalan alakú volt, melyet négy félkör alakú toronnyal erősített fallal öveztek. A várhegy lábánál volt még egy fal, két félkör alaprajzú toronnyal, amelyek az öböl bejáratát zárták le.

## A vár mai állapota
Ablana várából mára alig maradt valami, miután a közelmúltban romjai közé egy modern szállodát (Hotel Ablana) építettek. A szálloda tereprendezési munkái során csak egy patkó alakú tornyot és egy kerektorony maradványait hagyták meg, melyet jelzésszerűen mutatnak be. Ezeken kívül mindent elbontottak. A vár maradványaival szemben egy újonnan kialakított, hengeres, toronyszerű kilátó látható, melynek azonban semmi köze az egykori várhoz.